# Working Pit Bulldog
Working Pit Bulldog é uma raça de cão estadunidense reconhecida pela American Dog Breeders Association desde 2015.

## História
A raça começou a ser desenvolvida cerca de três décadas atrás direcionados para o esporte de weight pulling (tração), mas somente agora está sendo organizada formalmente. 
Durante muitos anos, estes cães foram registrados como American Pit Bull Terrier, no entanto, a divulgação na mídia de um cão molosso de pureza questionável chamado Hulk (Dark Dynasty K9 kennels) em 2015, e a alegação dos seus proprietários de que Hulk tinha pedigree do United Kennel Club e da American Dog Breeders Association como um pit bull terrier, pressionou tais clubes para tomar providências sobre isso. O resultado foi o reconhecimento de que havia problemas com o livro de registros da raça pit bull terrier, e, para corrigir isso, era necessário reclassificar os cães problemáticos em uma nova raça separada. Em 2015 a American Dog Breeders Association iniciou um processo de investigação e reclassificação destes cães criando a nova raça chamada Working Pit Bulldog.
Um dos mais famosos cães pioneiros da base genética da raça Working Pit Bulldog foi um molosso chamado Spaulding's  Chevy Red Dog (50 kg) registrado como um pit bull terrier, ele se destacou nos campeonatos oficiais de Weight pulling e foi o progenitor da linagem Chevy. Outras linhagens, como Elli e Eddington, também têm importante participação na base da raça. O cruzamento entre pit bulls e molossos formaram o pool genético da raça.